# 미토 홀리호크
미토 홀리호크(일본어: 水戸ホーリーホック 미토 호리홋쿠[*], Mito HollyHock)는 일본 이바라키현 미토시를 연고로 하는 J리그 축구팀이다. 구단 명칭인 '홀리호크'는 영어로 접시꽃이란 뜻이며 에도 시대 도쿠가와 막부의 상징이다.

## 역사
1994년 창단된 FC 미토를 전신으로 하고 있다. 1997년 시즌에 앞서 1990년 창단된 인근 지역의 FC 츠치우라를 흡수 합병하였고, 동시에 구단명을 미토 홀리호크로 바꾸어 재출범하였다. 2000년 J2리그로 승격하여 현재에 이르고 있다.

## 선수 명단

### 현재 선수
참고: FIFA 자격 규정에 따라 소속된 국가대표팀 국기를 표시합니다. 선수는 복수의 FIFA 비회원국 국적을 가지고 있을 수 있습니다.
| 번호 | 포지션 | 국적 | 이름                     |
| ---- | ------ | ---- | ------------------------ |
| 1    | GK     |      | 혼마 고지                |
| 2    | DF     |      | 다무카이 다이키          |
| 6    | MF     |      | 우치다 고헤이            |
| 7    | MF     |      | 후나타니 게이스케 (주장) |
| 8    | FW     |      | 하야시 료헤이            |
| 10   | MF     |      | 사토 가즈히로            |
| 11   | MF     |      | 하시모토 고지            |
| 14   | MF     |      | 사토 쇼                  |
| 17   | MF     |      | 유자와 요스케            |
| 18   | MF     |      | 시라이 에이지            |
| 19   | FW     |      | 야마무라 유키            |
| 20   | DF     |      | 이마세 쥰야              |
| 21   | GK     |      | 가사하라 다카시          |
| 22   | MF     |      | 나카가와 요스케          |
| 24   | DF     |      | 호소카와 쥰야            |
| 25   | DF     |      | 하마사키 다쿠마          |

| 번호 | 포지션 | 국적 | 이름                                          |
| ---- | ------ | ---- | --------------------------------------------- |
| 26   | MF     |      | 고지마 마사토                                 |
| 27   | MF     |      | 사이토 쇼타 (우라와 레드 다이아몬즈에서 임대) |
| 29   | FW     |      | 미야모토 다쿠야                               |
| 30   | MF     |      | 토야마 료                                     |
| 32   | DF     |      | 파우론                                        |
| 33   | DF     |      | 후쿠이 료지                                   |
| 35   | DF     |      | 사이토 류세이                                 |
| 36   | GK     |      | 기무라 고                                     |
| 37   | GK     |      | 이사카 겐타                                   |
| 38   | FW     |      | 마에다 다이젠                                 |
| 39   | MF     |      | 시미즈 다카후미                               |
| 40   | GK     |      | 고이즈미 유토                                 |
| 44   | DF     |      | 나가사카 유토                                 |
| 46   | MF     |      | 이토 료타로                                   |
| 49   | FW     |      | 사이토 게이타                                 |

## 역대 감독
| 감독          | 임기 |
| ------------- | ---- |
| 브란코 바비치 | 2000 |